# A Bahama-szigetek világörökségi helyszínei
A Bahama-szigetek területéről eddig egy helyszín sem került fel a világörökségi listára, két helyszín a javaslati listán várakozik felvételre. 
| Név                                  | Kép | Típus      | Kritérium | Év   | Link |
| ------------------------------------ | --- | ---------- | --------- | ---- | ---- |
| A Bahamák történelmi világítótornyai |     | Kulturális | III       | 2015 |      |
| Inagua Nemzeti Park                  |     | Vegyes     | VI, X     | 2015 |      |